# Andrew Wakefield
Andrew Jeremy Wakefield (Eton (Berkshire), 1957) is een in opspraak geraakte voormalige Britse arts die een belangrijke rol speelt in het activisme tegen vaccinaties. Tot hij in 2010 uit het artsenregister werd geschrapt, was hij werkzaam als gastro-enteroloog (specialist in ziekten van het maag-darmstelsel). In 1998 publiceerde The Lancet een door hem geleid onderzoek naar een verband tussen dikke darmontsteking en autisme. Volgens Wakefield was er bovendien ook een verband tussen het BMR-vaccin en autisme. Eerder en later onderzoek wezen echter uit dat zulke verbanden niet bestaan en dat Wakefields conclusies onjuist waren. Ook kwam aan het licht dat er sprake was van wetenschappelijke fraude, belangenverstrengeling en winstbejag.

## Jeugd en studie
Wakefield werd geboren in 1957. Zijn vader was neuroloog, zijn moeder huisarts. Tijdens zijn jeugd ging hij naar school op de King Edward's School in Bath. Daarna studeerde hij geneeskunde aan St. Mary's Hospital Medical School in Londen waar hij in 1981 afstudeerde. In 1985 vertrok hij naar Toronto waar hij lid werd van een team van de Universiteit van Toronto dat onderzoek deed naar problemen met afstoting bij transplantaties van de dunne darm. Hij kreeg een beurs om verder onderzoek te doen naar zulke transplantaties aan diezelfde universiteit. In 1989 keerde hij terug naar het Verenigd Koninkrijk.

## Vroege carrière en eerste controverses
Vanaf 1989 werkte hij bij het levertransplantatieprogramma van de Royal Free Hospital in Londen. In 1993 wekte hij opzien onder vakgenoten toen hij artikelen publiceerde waarin hij vaststelde dat het mazelenvirus de oorzaak zou kunnen zijn van de ziekte van Crohn en twee jaar later toen hij in een wetenschappelijk artikel voor The Lancet stelde dat er een verband is tussen het mazelenvaccin (onderdeel van het BMR-vaccin) en de ziekte van Crohn. Voor deze bevindingen kon in later onderzoek geen bewijs worden gevonden. Een groep Britse deskundigen deden peerreview op onderzoeken in 1998 met de conclusie dat noch het mazelenvirus, noch het mazelenvaccin de ziekte van Crohn veroorzaken.

### Verband met autisme
In 1995 werd Wakefield benaderd door Rosemary Kessick, de moeder van de toen achtjarige William bij wie autisme was vastgesteld, die hulp zocht voor de problemen met haar zoons darmproblemen en autisme. Kessick is de leider van een actiegroep 'Allergy Induced Autism' die een verband veronderstelt tussen allergische reacties tegen bepaalde stoffen en autisme. Vervolgens verlegde Wakefield zijn aandacht in 1996 naar het onderzoeken van mogelijke verbanden tussen het BMR-vaccin en autisme.

## De BMR-controverse
Op 28 februari 1998 publiceerde The Lancet een wetenschappelijk onderzoek geleid door Wakefield naar twaalf kinderen met autisme. Hierin werd een nieuw syndroom benoemd, 'autistische enterocolitis'. Er werd een mogelijk verband gelegd tussen een nieuwe darmaandoening, autisme en het BMR-vaccin. De ouders van acht van de twaalf kinderen hadden het verband gelegd tussen gedragsverandering die begon binnen twee weken na toediening van het BMR-vaccin. Ook werd in één geval een verband gezien met een mazeleninfectie. Het onderzoek was op slag controversieel en kreeg uitgebreide aandacht in de media.
Ondanks het feit dat in het onderzoek geen oorzakelijk verband kon worden vastgesteld, verklaarde Wakefield in een persconferentie en in een persvideo van het ziekenhuis (Royal Free Hospital, Londen) dat het voor hem een morele kwestie was en dat hij vond dat het gebruik van de drie-in-een prik tegen de bof, mazelen en rodehond zou moeten worden opgeschort tot verder onderzoek zou kunnen vaststellen of het BMR-vaccin verantwoordelijk was voor de complicaties. Hij voegde daaraan toe: "Als je deze drie virussen samen toedient, drie levende virussen, dan verhoog je mogelijk het risico op ongewenste effecten, in het bijzonder wanneer een van de virussen het immuunsysteem beïnvloedt zoals mazelen dat doet." Het waren vooral deze uitspraken, en veel minder de inhoud van de artikelen, die leidden tot wantrouwen tegenover vaccinaties onder ouders.
Vanaf 2001 nam de ophef sterk toe, nadat Wakefield wetenschappelijke artikelen publiceerde die suggereerden dat het vaccinatieprogramma onveilig was, hoewel hij daarvoor wederom geen bewijs aandroeg. Maar in de media was er ruime aandacht voor. Er verschenen verontrustende verhalen van ouders wier kinderen autisme en darmproblemen hadden. Het werd het belangrijkste thema in de wetenschapsjournalistiek in 2002. Slechts een derde van de verschenen artikelen meldde dat er geen bewijs was voor onveiligheid van het BMR-vaccin tegenover een overweldigende hoeveelheid bewijs dat het wèl veilig is.

## Schandaal
Aanvankelijk werd enkel aangenomen dat Wakefields onderzoek gebreken vertoonde en dat hij onjuiste conclusies aan zijn bevindingen had verbonden. Maar vanaf 2004 kwamen beschuldigingen van belangenverstrengeling en manipulatie van gegevens. 

### Belangenverstrengeling
In februari 2004 schreef journalist Brian Deer in The Sunday Times dat Wakefield nog voor hij zijn onderzoek in The Lancet publiceerde, £55.000 had ontvangen van advocaten die bewijs zochten om te gebruiken tegen producenten van vaccins. Enkele van de ouders die hadden beweerd dat hun kinderen autisme hadden gekregen na BMR-vaccinatie, bleken eisers te zijn in die zaak. Deze betaling, die een conflict van belangen veroorzaakte, was door Wakefield niet gemeld bij collega's en de medische autoriteiten. Toen de redactie van The Lancet daarvan op de hoogte kwam, verklaarden zij dat het oorspronkelijke artikel nooit had mogen worden gepubliceerd omdat het onderzoek ernstige gebreken vertoonde. Wakefield verdedigde zich door te zeggen dat de betaling voor een ander, niet gepubliceerd onderzoek was. In 2006 openbaarde The Sunday Times dat Wakefield in totaal £435.643 plus onkosten had ontvangen van advocaten.

### Patent voor concurrerend vaccin
In november 2004 kwamen nieuwe beschuldigingen die later ook bewezen konden worden. Wakefield had nog vóór zijn publicatie in The Lancet patent aangevraagd op een alternatief vaccin. Door het in diskrediet brengen van het bestaande BMR-vaccin zou zijn patent in waarde stijgen. In 2011 bleek dat Wakefield samen met de vader van een van de twaalf onderzochte kinderen plannen had ontwikkeld om een bedrijf op te zetten dat zou verdienen aan medische testen ten behoeve van processen tegen de medische wereld. The Washington Post berichtte dat Wakefield een winst van $43 miljoen voorzag op de verkoop van medische testen voor de diagnose van 'autistic enterocolitis'. Het bedrijf zou ook gaan verdienen aan het concurrerende vaccin wanneer het vertrouwen in de bestaande BMR-vaccinatie zou zijn beschadigd.

### Manipulatie van gegevens
In februari 2009 berichtte Brian Deer in The Sunday Times dat Wakefield in zijn onderzoeksverslag van 1998 onderzoeksresultaten had aangepast en patiëntgegevens had gemanipuleerd waardoor er ogenschijnlijk een relatie met autisme ontstond. Wakefield klaagde de krant aan maar zette dit niet door. Vanaf begin 2011 publiceerde de British Medical Journal (BMJ) een reeks artikelen waarin tot in detail werd ingegaan op de wijze waarop Wakefield en zijn collega's een deel van de gegevens voor de publicatie van 1998 hadden gefingeerd. Het bleek dat diagnoses waren aangepast en datums waren veranderd om in overeenstemming te komen met de conclusies van de studie.

## Onderzoek door de General Medical Council
De Britse General Medical Council (GMC, vergelijkbaar met de Medische Tuchtraad) besloot in 2006 onderzoek te doen naar Wakefield. Op 28 januari 2010 maakte de GMC zijn besluit bekend. Volgens de raad had Wakefield oneerlijk en onverantwoordelijk gehandeld en de belangen van de betrokken kinderen harteloos veronachtzaamd, waarbij hij onnodige ingrijpende onderzoeken had gedaan. Er was sprake van onethisch gedrag en van belangenverstrengeling.

### Geschrapt uit artsenregister
Op 24 mei 2010 werd Wakefield door de GMC schuldig bevonden aan vier beschuldigingen van oneerlijkheid en twaalf gevallen van mishandeling van kinderen met problemen met de mentale ontwikkeling. Op last van de GMC werd Wakefield uit het artsenregister geschrapt.

### Intrekking doorThe Lancet
Als gevolg van de conclusies van de GMC, besloot The Lancet op 2 februari 2010 de publicatie van 1998 in te trekken.

### Reactie van Wakefield
Wakefield hield al die tijd vol dat hij onschuldig was aan alle beschuldigingen en klachten. Hij verklaarde in een persbericht van januari 2011:
Ik wil glashelder maken dat mijn onderzoek en de ernstige medische problemen van de kinderen geen hoax zijn en dat er geen enkele sprake is van fraude. Evenmin heb ik getracht te profiteren van onze bevindingen. [...] Ondanks berichten in de media die het tegenovergestelde beweren zijn de resultaten van mijn onderzoek bevestigd door onderzoeken in vijf andere landen. [...] Ik blijf mijn steun geven aan onafhankelijk onderzoek om vast te stellen of omgevingsfactoren, waaronder vaccinaties, autisme en andere ontwikkelingsstoornissen veroorzaken. [...] Sinds de publicatie in de Lancet heb ik mijn baan, mijn carrière en mijn land verloren. De bewering dat ik gemotiveerd werd door winstbejag is duidelijk onwaar. Ik laat mij niet afschrikken, deze zaak is daarvoor veel te belangrijk.

### Reactie van Brian Deer op Wakefield
Brian Deer, die in The Sunday Times jarenlang publiceerde over Wakefield, antwoordde op de verklaring van Wakefield:
Als het waar is dat Andrew Wakefield niet schuldig is, kan hij mij, The Sunday Times en de BMJ aanklagen wegens smaad en zou hij de rijkste man van Amerika worden.

## Gevolgen
Artsen, medische vaktijdschriften en hoofdredacteuren hebben Wakefields bedrog in commentaren gelinkt aan epidemieën en sterfgevallen. De door Wakefield aangewakkerde angst voor vaccinaties zorgde in Europa in 2017 voor een verviervoudiging van het aantal gevallen van mazelen met 35 dodelijke slachtoffers als gevolg.
Associated Press stelde: De vaccinatiegraad in het VK is gedaald van 93% tot 73% en zakte in delen van Londen zelfs tot 50%. Het effect was niet zo dramatisch in de VS maar onderzoekers schatten dat daar tot 125.000 kinderen die eind jaren 1990 zijn geboren, geen BMR-vaccinatie hebben gekregen als gevolg van Wakefields kletspraat.
ABC News-zender WWAY3 stelde: Sinds de publicatie van Wakefield in 1998 zijn vele ouders overtuigd dat het vaccin tegen bof, mazelen en rodehond kan leiden tot autisme. Maar dat onderzoek heeft mogelijk meer kwaad dan goed gedaan. Volgens de CDC werden in de VS in 2008 meer gevallen van mazelen vastgesteld dan in elk ander jaar sinds 1997. Meer dan 90 procent van de patiënten was niet gevaccineerd of het was niet bekend of zij waren gevaccineerd.
Paul Hébert, hoofdredacteur van de Canadian Medical Association Journal stelde: Het Wakefieldfiasco heeft een enorme impact gehad. Het leidde tot een complete antivaccinatiebeweging. In Groot-Brittannië waren uitbraken van mazelen. Dat heeft waarschijnlijk in een hoop overlijdens geresulteerd.
The New York Times Magazine in een achtergrondartikel: Andrew Wakefield werd een van de meest verachte artsen van zijn generatie, direct en indirect verantwoordelijk gehouden [...] voor het onverantwoordelijk veroorzaken van paniek met tragische gevolgen: een vaccinatiegraad die zo laag is dat kinderziekten die hier vrijwel uitgeroeid waren – waaronder kinkhoest en mazelen – nu weer de kop opsteken en het leven van kinderen in gevaar brengen.
In februari 2015 ontkende Wakefield dat hij verantwoordelijkheid droeg voor de mazelenepidemie die begon in Disneyland. Hij bevestigde nogmaals zijn mening dat "BMR bijdraagt aan de huidige autisme-epidemie", ook al is dat door de wetenschap als onjuist aangetoond. Ten tijde van zijn ontkenning waren 166 gevallen gemeld. Kinderarts en autismewetenschapper Paul Offit antwoordde daarop dat de uitbraak "regelrecht het gevolg was van dr. Wakefields theorie".

## Politiek activist
Wakefield verschijnt regelmatig op demonstraties, bijeenkomsten en hoorzittingen die met vaccinaties te maken hebben, waarbij hij strijdt voor het recht van ouders om zelf te bepalen of hun kind wordt gevaccineerd.

## Vaxxed
In 2016 regisseerde Wakefield de pseudowetenschappelijke documentaire film Vaxxed waarin de complottheorie wordt verkondigd dat het verband tussen de BMR-vaccinatie en autisme door de Centers for Disease Control and Prevention (CDC) in de doofpot is gestopt. De CDC is het federale instituut voor de volksgezondheid in de VS.